# Élections législatives costariciennes de 2018
Les élections législatives costariciennes de 2018 se déroulent le 4 février 2018 au Costa Rica afin de renouveler les 57 membres de l'assemblée législative. Une élection présidentielle a lieu le même jour.
Le Parti de la Libération nationale conserve la première place, bien qu'en léger recul, tandis que le Parti restauration nationale effectue une percée en passant d'un seul siège à quatorze, tandis que son candidat à la présidentielle Fabricio Alvarado se qualifie pour le second tour face à Carlos Alvarado du Parti d'action citoyenne, qui obtient la troisième place aux législatives.

## Système politique et mode de scrutin
L'assemblée législative est le parlement unicaméral du Costa Rica. Elle est composée de 57 députés élus pour quatre ans au scrutin proportionnel plurinominal à listes bloquées, répartis selon la méthode de Hare. Le scrutin a lieu dans 7 circonscriptions plurinominales de 4 à 21 sièges correspondants aux provinces du pays.

## Résultats

### National
|                           |                                        |           |       |       |        |               |  |  |  |
| Partis                    | Partis                                 | Voix      | %     | +/-   | Sièges | +/-           |  |  |  |
|                           | Parti de la libération nationale (PLN) | 416 638   | 19,49 | 6,22  | 17     | 1             |  |  |  |
|                           | Parti Restauration nationale (PRN)     | 388 086   | 18,15 | 14,04 | 14     | 13            |  |  |  |
|                           | Parti d'action citoyenne (PAC)         | 347 703   | 16,26 | 7,22  | 10     | 3             |  |  |  |
|                           | Parti unité sociale-chrétienne (USC)   | 312 637   | 14,63 | 4,61  | 9      | 1             |  |  |  |
|                           | Parti de l'intégration nationale (PIN) | 163 933   | 7,67  | 7,12  | 4      | 4             |  |  |  |
|                           | Sociaux chrétiens républicains (SCR)   | 89 969    | 4,21  | Nv.   | 2      | 2             |  |  |  |
|                           | Front large (FA)                       | 84 437    | 3,95  | 9,19  | 1      | 8             |  |  |  |
|                           | Alliance démocrate chrétienne (ADC)    | 52 325    | 2,45  | 1,28  | 0      | 1             |  |  |  |
|                           | Mouvement libertarien (ML)             | 49 659    | 2,32  | 5,62  | 0      | 4             |  |  |  |
|                           | Accessibilité sans exclusion (PASE)    | 48 256    | 2,26  | 1,71  | 0      | 1             |  |  |  |
|                           | Génération nouvelle (PNG)              | 45 896    | 2,15  | 0,93  | 0      | en stagnation |  |  |  |
|                           | Parti du renouveau costaricien (PRC)   | 41 806    | 1,96  | 2,10  | 0      | 2             |  |  |  |
|                           | Parti authentique Limonense (PAL)      | 13 661    | 0,64  | Abs   | 0      | en stagnation |  |  |  |
|                           | Parti libéral progressiste (PLP)       | 12 537    | 0,59  | Nv    | 0      | en stagnation |  |  |  |
|                           | Parti des travailleurs (PT)            | 11 615    | 0,54  | 0,09  | 0      | en stagnation |  |  |  |
|                           | Agissons maintenant (AY)               | 9 898     | 0,46  | Nv.   | 0      | en stagnation |  |  |  |
|                           | Allons-y (Vamos)                       | 8 283     | 0,39  | Nv.   | 0      | en stagnation |  |  |  |
|                           | Forces unies pour le changement (FUC)  | 8 237     | 0,39  | Nv.   | 0      | en stagnation |  |  |  |
|                           | Tout le monde (Todos)                  | 8 062     | 0,38  | Nv.   | 0      | en stagnation |  |  |  |
|                           | Union Guanacasteque (UG)               | 7 994     | 0,37  | Nv.   | 0      | en stagnation |  |  |  |
|                           | Parti des communes unies (PCU)         | 6 270     | 0,29  | Nv.   | 0      | en stagnation |  |  |  |
|                           | Parti des transporteurs (PdT)          | 4 868     | 0,23  | 0,05  | 0      | en stagnation |  |  |  |
|                           | Parti du retour des valeurs (PRV)      | 4 840     | 0,23  | Nv    | 0      | en stagnation |  |  |  |
|                           | Patrie, égalité et démocratie (PID)    | 1 881     | 0,09  | 0,04  | 0      | en stagnation |  |  |  |
|                           | Nouveau parti socialiste (NPS)         | 790       | 0,04  | 0,03  | 0      | en stagnation |  |  |  |
|                           |                                        |           |       |       |        |               |  |  |  |
| Suffrages exprimés        | Suffrages exprimés                     | 2 137 556 | 98,14 |       |        |               |  |  |  |
| Votes blancs et invalides | Votes blancs et invalides              | 40 540    | 1,86  |       |        |               |  |  |  |
| Total                     | Total                                  | 2 178 096 | 100   | –     | 57     | en stagnation |  |  |  |
| Abstentions               | Abstentions                            | 1 144 233 | 34,44 |       |        |               |  |  |  |
| Inscrits / participation  | Inscrits / participation               | 3 322 329 | 65,56 |       |        |               |  |  |  |

Résultats selon le positionnement gauche/droite
| Majorité absolue |     |     |     |     |    |     |
| ↓                |     |     |     |     |    |     |
| 1                | 10  | 17  | 9   | 2   | 4  | 14  |
| FL               | PAC | PLN | USC | SCR | IN | PRN |